# Boris

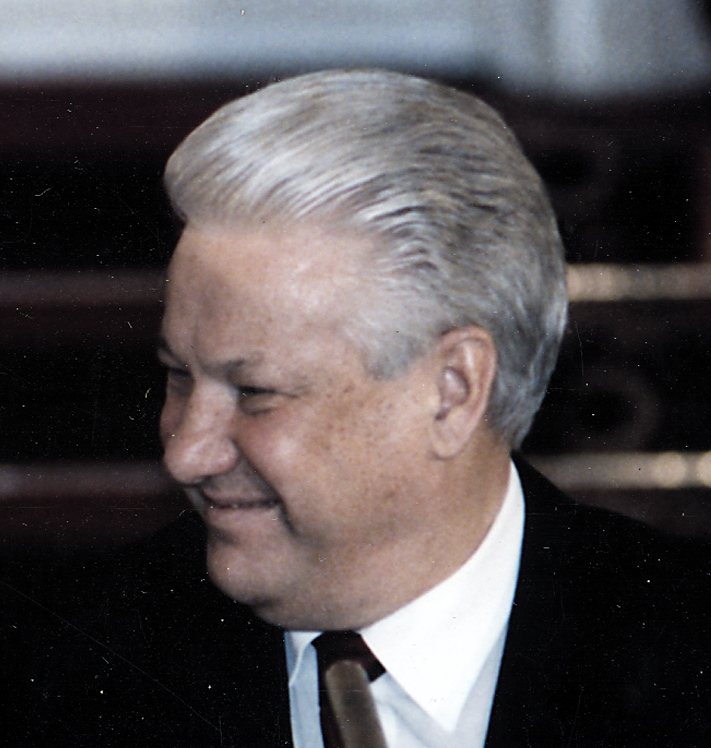
Boris Jeltsin, Rysslands president 1991-1999

Mansnamnet Boris är ett gammalt bulgariskt och ryskt furstenamn, en förkortning av Borislav som är sammansatt av ordled som betyder "strid" och "berömd".
Boris har aldrig varit något direkt vanligt namn i Sverige, det finns bara ett par tusen som heter så. Den 31 december 2005 fanns det totalt 2 431 personer i Sverige med namnet, varav 1 187 med det som tilltalsnamn. År 2003 fick 8 pojkar namnet, varav 2 fick det som tilltalsnamn.
Namnsdag i Sverige: 10 juni, (1986–1992: 4 december, 1993–2000: 5 juni). I den finlandssvenska namnsdagslängden har Boris namnsdag 11 november sedan 1973.

## Personer med namnet Boris
- Boris I av Bulgarien
- Boris II av Bulgarien
- Boris III av Bulgarien
- Boris Akunin, rysk-georgisk författare
- Boris Becker, tysk f.d. tennisspelare
- Ernst Boris Chain, tyskfödd brittisk biokemist, mottagare av Nobelpriset i fysiologi eller medicin 1945
- Boris Godunov, rysk tsar
- Boris Jeltsin, rysk president
- Boris Johnson, brittisk politiker, premiärminister 2019–2022
- Boris Jönsson, f.d. friidrottare
- Boris Karloff, brittisk skådespelare
- Boris Kazinik, violinist, producent. Verksam i Sverige
- Boris Lindqvist, känd som Rock-Boris
- Boris Majorov, sovjetisk ishockeyspelare
- Boris Melnikov, sovjetisk fäktare
- Boris Målberg, fotbollsspelare
- Boris Pankin, sovjetisk diplomat och utrikesminister
- Boris Pasternak, rysk författare och nobelpristagare i litteratur 1958
- Boris Sjachlin, sovjetisk gymnast, flerfaldig olympisk guldmedaljör
- Boris Sjaposjnikov, sovjetisk militär och fältmarskalk
- Boris Sjilkov, sovjetisk skridskoåkare, OS-guld 1956
- Boris Spasskij, sovjetisk schackspelare, f.d. världsmästare
- Boris Stenin, sovjetisk skridskoåkare, OS-brons 1960
- Boris Tadić, serbisk politiker
- Boris Trajkovski, makedonisk president
- Boris Vian, fransk jazztrumpetare, författare och visartist

## Fiktiva figurer med namnet Boris
- Banan-Boris, Bert-serien, Berts kemilärare